# 엔터테인먼트 위클리
《엔터테인먼트 위클리》(Entertainment Weekly, EW)는 미국의 잡지로, 워너미디어의 자회사인 타임에서 발행된다. 영화, 텔레비전, 음악, 브로드웨이, 책, 대중 문화에 관한 잡지이다.

## 역사
첫 발행지는 1990년 2월 16일 출판되었다.
제프 자비스가 제작하고 1996년 10월까지 출판자로서 역임한 Michael Klingensmith이 설립하였다.